# Personaggi di Dynasty

Blake Carrington interpretato da John Forsythe

Questa voce contiene un elenco dei personaggi presenti nelle serie televisive Dynasty (serie madre), Dynasty (reboot) e I Colby.

## Personaggi principali
- Blake Alexander Carrington (serie originale: stagioni 1/9; reboot: stagioni 1-2), interpretato da John Forsythe (serie originale) e Grant Show (reboot), doppiato da Sergio Tedesco (serie originale) e Francesco Prando (reboot).

Patriarca della famiglia Carrington e proprietario della Denver-Carrington, compagnia petrolifera. All'inizio uomo spietato, avido, duro e altamente omofobico verso il figlio Steven, si addolcirà nel corso delle nove stagioni, anche grazie alla moglie Kistle (dalla quale avrà una bambina, Krystina, ultimogenita di Blake) arrivando anche ad accettare pienamente l'omosessualità di Steven e a trovare un compromesso con l'odiata ex moglie Alexis dopo anni di battaglie. Patriarca della famiglia Carrington e proprietario della Denver-Carrington, compagnia petrolifera di Denver. Primogenito di Thomas ed Ellen Carrington, da giovane lavora ai pozzi di petrolio e studia alla School of Mines. Nel 1954 la fidanzata del suo migliore amico Cecil Colby gli presenta una giovane ragazza, Alexis Morell. L'uomo ne è subito attratto e dopo tre giorni le chiede di sposarlo. Dopo sole tre settimane si sposano e Cecil Colby è il testimone.
Nel 1955 Alexis dà alla luce il loro primo figlio, Adam Alexander ma la vita della coppia viene sconvolta dal rapimento del bambino. Nell'attesa di ricevere notizie dai rapitori (notizie che non arriveranno mai), Blake si trasforma poco a poco in un uomo freddo e distante e invece di condividere i suoi sentimenti con Alexis, preferisce dedicarsi agli affari. Quando nascerà Fallon, Blake la ricoprirà di attenzioni e sarà molto felice dell'arrivo anche del terzo figlio, Steven. A tre anni dalla scomparsa di Adam, Blake ne interrompe le ricerche.
Gli anni sessanta sono un periodo d'oro per Blake: la Denver-Carrington diventa sempre più remunerativa e i bambini crescono felici, ma non Alexis. Così, nel 1965, al ritorno da un viaggio d'affari, Blake scoprirà Alexis a letto con il suo collaboratore Roger Grimes. Dopo una breve colluttazione con l'uomo, Blake riversa la sua rabbia sulla donna e la caccia di casa. Tramite il suo avvocato, Andrew Laird, obbliga la donna a firmare un contratto in cui Alexis accetta di non avere mai contatti con i bambini. In cambio, Blake le verserà 250.000 dollari all'anno. Rimasto solo ad occuparsi dei figli, Blake spedisce i bambini in collegio.
Nel 1980 l'uomo si innamora e sposa la sua segretaria, Krystle Grant Jennings. Nonostante le proteste di Fallon e la rivelazione di Steven sulla sua omosessualità, l'uomo cerca in tutti i modi di mantenere la pace in famiglia. Dopo aver accidentalmente ucciso Ted Dinard, amante di Steven, Blake viene processato per omicidio. Il processo porta alla luce molti aspetti e segreti della famiglia Carrington, ma soprattutto riporta in casa Carrington la sua ex moglie, Alexis. Al processo, la donna rivela i particolari del loro divorzio "forzato". L'uomo viene accusato di omicidio colposo e rilasciato in libertà vigilata.
Quando l'uomo scopre che la donna si è insediata nel cottage della villa, è furioso e quando scoprirà in seguito che Alexis ha causato l'aborto a Krystle, la minaccia di morte. Le cose peggiorano quando in seguito Alexis sposerà Cecil Colby, con tanto di ricevimento in casa Carrington. La morte di Colby complicherà la vita di Blake. Alexis infatti diventerà la proprietaria della ColbyCo Oil - grande compagnia petrolifera e diretta rivale della Denver-Carrington - e sfrutterà la sua posizione per rovinare il suo ex-marito in tutti i modi. Blake dovrà affrontare molti colpi bassi e dovrà cercare di impedire una fusione con la ColbyCo.
Nei rapporti con i figli ci sono momenti in cui Blake ha le normali reazioni da padre: quando Steven viene dato per morto, i sensi di colpa spingono l'uomo a negare la perdita del figlio e a cercarlo in lungo e in largo; quando si ritiene che Fallon sia rimasta vittima di un incidente aereo, l'uomo cade in una sorta di depressione e si mostra addolorato ogni volta che sente il suo nome. Solo due cose riescono a farlo gioire in questi momenti dolorosi: la nascita di Krystina e la scoperta che Alexis aveva avuto un'altra figlia da lui, Amanda, poco dopo essere stata mandata via di casa.
In seguito, Alexis proverà di nuovo a sedurre il suo ex-marito e quando questi la respinge, ancora una volta la donna gli dichiara guerra. Così, cercherà Ben, fratello di Blake, e insieme a lui cercherà di rovinare economicamente l'uomo. L'incontro con Ben manda Blake su tutte le furie, perché questi ritiene suo fratello responsabile della morte della loro madre. Gli intrighi di Alexis e Ben portano i loro frutti: l'ex signora Carrington diventa la nuova proprietaria della compagnia e della villa di Blake. Ma solo per poco: una lettera della ex amante di Ben rivelerà delle verità che permettono a Blake di rientrare in possesso dei suoi beni. Ben presto, Blake e Alexis si troveranno di fronte faccia a faccia per ottenere il potere politico come governatore del Colorado. Alexis avrà la meglio sull'uomo, ma resterà vittima di un attentato organizzato per togliere di mezzo Blake.
Ma altre tristi prove attendono il magnate. Sua figlia Krystina ha una malformazione al cuore e ha bisogno di un trapianto urgente, che avverrà appena in tempo per salvare la bambina. Qualche anno dopo, Krystle scopre di aver un cancro al cervello e si reca in Svizzera per un delicato intervento, ma il suo corpo non reagisce come si deve all'operazione e la donna cade in coma. Abbattuto dalla notizia, Blake tornerà a Denver ove verrà accusato dell'omicidio di Roger Grimes, trovato morto tempo prima nel laghetto di Villa Carrington. Nel tentativo di trovare prove in favore di Blake, Dexter, Jeff e Blake scopriranno che i loro genitori erano coinvolti in crimini di guerra e che avevano sottratto molti milioni di dollari ai nazisti, nascondendo il bottino nei sotterranei della villa di Blake. In seguito, l'uomo verrà minacciato dal Capitano Handler, che vuole impossessarsi del tesoro. Per questo motivo, l'uomo ha fatto catturare Fallon e Krystina. Durante una colluttazione tra i due uomini, partono dei colpi di pistola e Handler rimane ucciso, mentre Blake è ferito gravemente. Blake riesce a riprendersi, ma ritenuto responsabile dell'omicidio di Handler viene arrestato. Uscito di prigione due anni dopo, l'uomo cercherà di riprendersi la sua compagnia da un consorzio che era entrato in possesso dei beni dell'uomo con l'aiuto di Adam. Le vicende di Blake si concludono con il ricongiungimento con Krystle, ormai perfettamente guarita e loro due che danzano nella villa da poco rientrata in possesso di Blake.
- Krystle Grant Jennings Carrington (serie originale: stagioni 1/9) / Cristal Jennings (reboot: stagione 2), interpretata da Linda Evans (serie originale) e Ana Brenda Contreras (reboot), doppiata da Serena Verdirosi (serie originale) e Benedetta Degli Innocenti (reboot).
Krystle Carrington (nata Grant, in precedenza coniugata Jennings) è un personaggio della soap opera Dynasty, interpretata da Linda Evans.  Nell'omonima serie televisiva reboot del 2017 il ruolo di Krystle è stato inizialmente reinventato come Cristal Flores, interpretata da Nathalie Kelley, e in seguito riproposto come Cristal Jennings, interpretata da Ana Brenda Contreras e poi da Daniella Alonso.

Krystle viene presentata come il personaggio "buono" della serie: dolce, ingenua e fragile, si ritrova ad entrare in un nucleo familiare ben costituito che non cerca minimamente di sforzarsi ad accettarla. La figura di Krystle vuole rappresentare il prototipo della donna onesta e devota ai valori morali e ciò è posto in netta contrapposizione con la famiglia Carrington, primo fra tutti il neomarito di Krystle e patriarca Blake. Per tutta la durata dello show l'obiettivo principale di Krystle è quello di salvaguardare l'armonia domestica e l'integrità etica dei singoli componenti della famiglia. Proprio per questo, a partire dalla seconda stagione, a Krystle viene opposta una nemesi: Alexis Colby, prima moglie di Blake e madre dei suoi figli. Tanto Krystle è angelica e onorata, così Alexis è cinica e subdola. Anche a livello fisico i due personaggi vengono presentati in maniera diametralmente opposta: Krystle conserva sempre un aspetto etereo, Alexis è una vera e propria dark lady. Per l'interpretazione di Krystle, Linda Evans ha ottenuto svariati riconoscimenti: è stata nominata cinque volte al Golden Globe per la miglior attrice in una serie drammatica, vincendone uno nel 1982; ha vinto cinque People's Choice Award fra il 1982 e il 1986; ha ricevuto una nomination agli Emmy nel 1983; è stata nominata quattro volte ai Soap Opera Digest Awards (due volte come miglior attrice e due volte come miglior coppia insieme a John Forsythe), vincendone due come Miglior attrice in una soap-opera nel 1984 e nel 1985. Nel primo episodio della soap la giovane e bella Krystle Jennings sta per sposare il magnate del petrolio Blake Carrington, per cui lavorava da tempo come segretaria. Krystle però fatica ad inserirsi in famiglia, soprattutto per via dell'ostilità della figlia di Blake, Fallon, e del personale di servizio della villa. Krystle trova un alleato nel figlio gay di Blake, Steven, che ha di continuo scontri con suo padre per via della sua sessualità. Oltre a ciò, Krystle si trova a dover fronteggiare le insistenti avances di un suo ex, Matthew Blaisdel. Tuttavia la donna subisce un duro colpo quando si rende conto dell'effettiva spietatezza di suo marito, che arriva anche a stuprarla. Qualche tempo dopo Blake viene incriminato per aver ucciso l'amante di Steven e Krystle deve testimoniare in tribunale, dove le viene chiesto se suo marito ha mai mostrato segni di violenza. Il processo però prende una piega inaspettata quando viene convocata la prima moglie di Blake, la perfida Alexis. La donna svela i retroscena del suo divorzio, che le è stato imposto da Blake dopo aver scoperto un suo tradimento, e dà inoltre prova del temperamento violento dell'uomo. Blake viene giudicato colpevole di omicidio, ma gli viene concessa la libertà vigilata. Alexis intanto si insedia nel cottage di villa Filioli, la dimora dei Carrington, e si dimostra un'ospite invadente e vessatoria. La presenza di Alexis comunque aiuta Krystle ad affermarsi come nuova padrona di casa, acquisendo fiducia e rispetto da parte della servitù. Poco dopo il processo Krystle scopre di aspettare un bambino da Blake, ma qualche tempo dopo uno sparo volontariamente causato da Alexis fa imbizzarrire il cavallo di Krystle, che cade rovinosamente e perde il bambino. L'aborto subito pregiudica fortemente le probabilità di Krystle di concepire un altro figlio. Quando la donna scopre che dietro la sua disgrazia c'è lo zampino di Alexis, l'affronta e le due vengono alle mani. Nel frattempo Blake consiglia alla moglie di rivolgersi ad un suo amico psichiatra, il dottor Nick Toscanni. L'uomo approfitta della debolezza di Krystle per sedurla e la donna viene accusata di tradimento da Blake, sebbene alla fine dimostri di essergli sempre stata fedele. Successivamente il figlio di Fallon viene rapito e così Blake e Alexis decidono di coalizzarsi per rilasciare un appello televisivo. Il bambino viene restituito ai genitori, ma Alexis coglie l'occasione per rivelare che molti anni prima lei e Blake avevano avuto un figlio, Adam, che era stato rapito e mai più ritrovato. L'esistenza di Adam era stata fino a quel momento nascosta agli altri due figli di Blake e Alexis. Poco dopo un avvocato del Montana si presenta a casa Carrington sostenendo di essere Adam e quando ne fornisce le prove, i genitori lo accolgono in famiglia a braccia aperte. Krystle aiuta Adam a costruire un legame con suo padre, sebbene il giovane si riveli caratterialmente molto simile alla madre. In seguito Krystle è scioccata nello scoprire che il suo divorzio dal primo marito Mark Jennings non è mai stato convalidato e quindi il matrimonio con Blake viene annullato. Intanto Steven viene dato per morto e dai Carrington si presenta la sua ex-moglie Sammy Jo, figlia della sorella di Krystle. Sammy Jo porta con sé un bambino e dice a Krystle che è il figlio di Steven. Blake e Krystle si offrono di prendersi cura del bambino, ma non molto tempo dopo Steven ricompare vivo e vegeto e decide di prendersi carico di suo figlio. Dopo essere stata salvata da un incendio doloso insieme ad Alexis, Krystle risposa Blake. Nella stagione seguente la donna partorisce Krystina, una bambina di salute cagionevole. La piccola però fortunatamente sopravvive. Intanto Krystle subisce la corte del padre di Sammy Jo, Daniel Reece, di cui Blake è molto geloso. Allo stesso tempo però anche Blake viene sedotto dall'amica di vecchia data Lady Ashley Mitchell. A entrambi i coniugi vengono inviate delle foto del tradimento del consorte, ma i due capiscono di amarsi e decidono di continuare la loro vita insieme. Nel finale di stagione tutta la famiglia Carrington prende parte alle nozze di Amanda (ultimogenita di Blake e Alexis, di cui il padre ha da poco scoperto l'esistenza) con il principe Michael di Moldovia. Durante lo sposalizio però alcuni ribelli invadono la chiesa e si mettono a sparare contro gli invitati. Il bilancio non sarà drammatico come ci si aspettava ma ci sono comunque due vittime: il compagno di Steven e Lady Ashley. Una volta tornata a Denver, Krystle rimane vittima di un imbroglio ordito dal criminale Joel Abrigore con la complicità di Sammy Jo: la ragazza rapisce la zia e la fa sostituire da una sosia, Rita, per avere modo di derubare Blake di una ingente somma di denaro. Qualche tempo dopo però Sammy Jo si pente e confessa tutto a Steven, il quale la spinge a liberare Krystle e a rivelare tutto per far arrestare Joel. Krystle perdona la nipote e decide di non sporgere denuncia. Qualche tempo dopo alla bambina di Krystle e Blake viene diagnosticata una grave patologia e necessita di un trapianto di cuore. Il donatore viene trovato, ma la madre del piccolo rapisce Krystina, che fortunatamente viene ritrovata illesa. Nell'ottava stagione Blake si candida a governatore del Colorado contro Alexis e Krystle lo aiuta nella campagna elettorale. Le elezioni tuttavia vengono vinte da Alexis, la quale però cade vittima dei complotti del suo nuovo marito, che tenta di ucciderla. Dopo questi eventi a Krystle viene diagnosticato un tumore cerebrale e la donna viene ricoverata in una clinica svizzera, dove viene operata con esito positivo, ma dopo l'intervento finisce in coma. Al momento della fine di Dynasty Krystle risulta ancora essere in coma. Tre anni dopo, nella miniserie conclusiva Dynasty: ultimo atto Krystle si risveglia dal coma e ritorna a casa. Il coma si scopre essere stato indotto da un consorzio che le ha fatto il lavaggio del cervello per indurla ad uccidere Blake. Quando la donna arriva sul punto di portare a compimento il piano, si riprende e l'amore che nutre per il marito le impedisce di ucciderlo. La storia si conclude con una festa organizzata da Blake, a cui prende parte tutta la famiglia Carrington e l'ultima scena è proprio un romantico ballo fra Blake e Krystle.
- Alexis Marissa Morell Carrington Colby Dexter Rowan (serie originale: stagioni 2/9; reboot: stagioni 1-2), interpretata da Joan Collins (serie originale) e da Nicollette Sheridan (reboot), doppiata da Rita Savagnone (serie originale) e da Claudia Razzi (reboot).
Prima moglie di Blake e madre dei suoi due figli più grandi (che diventeranno quattro nel corso della serie). Donna di mondo trasformatasi in donna d'affari, rappresenta il perno intorno a cui gira la maggioranza delle storie, soprattutto a causa della sua ossessione nel distruggere Blake e Krystle e nel controllare le vite dei suoi figli. Cinica, spietata e senza scrupoli sarà spesso protagonista di accesi scontri con Krystle, Dominique, Sammy Jo e Sable.
- Fallon Marissa Carrington Colby (Dynasty: stagioni 1/5, 7/9; I Colby: stagioni 1-2; reboot di Dynasty: stagioni 1-2), interpretata da Pamela Sue Martin (Dynasty: stagioni 1/4), Emma Samms (Dynasty: stagioni 5, 7/9; I Colby) ed Elizabeth Gillies (reboot di Dynasty), doppiata da Emanuela Rossi (Dynasty; I Colby) ed Erica Necci (reboot di Dynasty).
La secondogenita di Blake e Alexis, in seguito moglie di Jeff Colby amore pressoché fisso della sua vita. All'inizio donna indiscreta, perfida e “di facili costumi” (avrà relazioni con l'autista di Blake, Michael, con il dott. Nick Toscanni e con l'ex marito di Krystle, Mark e infine con il viscido Peter De Vilbis e il giovane Miles Colby). Anche il suo personaggio, come quello di Blake, si ammorbidirà con il trascorrere delle stagioni. Non sarà presente nella sesta stagione perché sarà protagonista dello spin-off I Colby. Affezionata al fragile fratello Steven. Eterna sposa di Jeff sarà spesso protagonista di svariati drammi legati alla sua instabilità sentimentale, come anche la sua presunta morte in un incidente aereo. Solo verso la fine Fallon raggiungerà una maturità e una serenità diversa assieme a Jeff dal quale avrà due figli, un maschio e una femmina: Blake Jr e Lauren.
- Steven Daniel Carrington (serie originale: stagioni 1/8; reboot: stagioni 1-2), interpretato da Al Corley (serie originale: stagioni 1-2), Jack Coleman (serie originale: stagioni 3/8) e James Mackay (reboot), doppiato da Sandro Acerbo (serie originale) e Gianfranco Miranda (reboot).
Figlio di Blake ed Alexis è l'unico alleato di Krystle durante i primi tempi del matrimonio di questa col padre Blake; perennemente in conflitto con il padre a causa della propria omosessualità; nel corso della serie avrà varie relazioni amorose sia omosessuali che eterosessuali; il suo primo amante Ted Dinard verrà ucciso alla fine della prima stagione ed un altro suo amante, Luke Fuller muore invece nel massacro di Moldavia; sarà legato a Claudia, la prima ad averlo sostenuto contro Blake e che diventerà la sua seconda moglie, e a Sammy Jo che sarà la sua prima moglie e con cui avrà il figlio Danny. Successivamente tra lui e Sammy Jo ci sarà una riconciliazione che finirà durante l'ottava stagione e alla fine di questa relazione deciderà finalmente di vivere la propria omosessualità alla luce del sole fidanzandosi con Bart Fallmont.
- Adam Alexander Carrington (stagioni 3/9), interpretato da Gordon Thomson (stagioni 3/9) e Robin Sachs (miniserie), doppiato da Piero Tiberi e Sergio Di Stefano.
Primo vero "cattivo" maschio di Dynasty e primo dei due figli ritrovati di Blake e Alexis, Adam entra in scena nella terza serie, rimanendo nel telefilm fino alla sua conclusione. Nell'arco delle sette stagioni, Adam ha sempre dimostrato una forte gelosia nei confronti di Steven e di Jeff, e ha spesso cercato di minare i loro successi  nel tentativo di ingraziarsi i suoi genitori. Ha comunque spesso tradito la fiducia sia di Blake che di Alexis, ma è sempre stato perdonato – anche quando ha messo in pericolo la vita degli altri (fa ridipingere l'ufficio di Jeff alla ColbyCo con una vernice tossica per ucciderlo) – forse a causa dei forti sensi di colpa dei genitori nei confronti della difficile infanzia che il ragazzo ha vissuto (ha avuto problemi di droga e un esaurimento nervoso). Allaccia una relazione con Kirby, soprattutto per gelosia nei confronti di Jeff (del quale la ragazza è innamorata). All'ennesimo rifiuto, Adam la violenta (da questa violenza, Kirby rimarrà incinta ma perderà il bambino). In seguito, Adam avrà una relazione con Claudia – conducendo la donna nuovamente sul baratro della follia – e infine con Dana Waring, segretaria di Blake, ma il loro matrimonio fallirà anche a causa del fatto che la donna non può avere figli.
- Amanda Bedford Carrington (stagioni 4/7), interpretata da Catherine Oxenberg (stagioni 4/6) e Karen Cellini (stagione 7), doppiata da Isabella Pasanisi.
La seconda figlia ritrovata di Alexis e Blake, vive a Londra e non ha mai conosciuto i suoi genitori; una volta riunita ai Carrington sarà protagonista di una love-story con l'erede al trono di Moldavia e di una relazione tormentata con Dex, il marito di sua madre. Alla fine della settima stagione dopo essere stata salvata da Michael Culhane nell'incendio de La Mirage, ritornerà a vivere in Gran Bretagna e non comparirà più nel telefilm.
- Jeffrey "Jeff" Broderick Colby (Dynasty: stagioni 1/8, 7/9; I Colby: stagioni 1-2; reboot di Dynasty: stagioni 1-2), interpretato da John James (Dynasty; I Colby) e Sam Adegoke (reboot di Dynasty), doppiato da Roberto Chevalier (Dynasty; I Colby) e Andrea Mete (reboot di Dynasty).
Membro della famiglia Colby, rivali da sempre dei Carrington, sarà legato in modo pressoché continuo a Fallon, l'amore della sua vita (con la quale si sposerà definitivamente alla fine della serie) ma con varie pause intervallato da brevi relazioni con Lady Ashley Mitchell, Nicole De Vilbis e Sammy Jo. Lui e Fallon avranno anche due figli, Blake Jr. e Lauren.
- Claudia Barrows Blaisdel Carrington (serie originale: stagioni 1/6; reboot: stagioni 1-2), interpretata da Pamela Bellwood (serie originale) e Brianna Brown (reboot), doppiata da Anna Rita Pasanisi (serie originale) e Francesca Zavaglia (reboot).
Fragile, emotiva, dal precario equilibrio psichico, Claudia è l'unico personaggio storico del serial che andrà incontro alla morte alla fine della sesta stagione. Sarà protagonista nelle sei stagioni di diversi drammi, legati alla famiglia Carrington, come la perdita del marito Matthew e della figlia Lindsay nella prima stagione, che la porteranno a un brutto incidente d'auto, ad un tentato suicidio e ad una colluttazione con Krystle nella quale si prenderà un proiettile in testa. Per ben due volte conoscerà la clinica psichiatrica e svariate volte ritroverà il suo equilibrio (per poi riperderlo). Blake succube dei sensi di colpa, la prenderà in casa come membro della famiglia. Per anni dirigerà l'Hotel di Blake, La Mirage, da sempre innamorata di Steven lo sposerà aiutandolo ad avere la custodia di Danny ma non riuscirà mai ad avere un amore pieno a causa dell'omosessualità latente del giovane. Dopo che Steven la lascia per Luke Fuller, Claudia si rifugerà tra le braccia del fratello Adam che dopo averla corteggiata e sposata minerà (per la terza volta) il suo fragile equilibrio portandola a un odio smisurato verso la famiglia Carrington. Una quasi follia che porterà Claudia alla sua morte nell'incendio all'Hotel La Mirage da lei stessa causato.
- Samantha Josephine "Sammy Jo" Dean Reece Carrington Fallmont (serie originale: stagioni 2/9), interpretata da Heather Locklear, doppiata da Silvia Tognoloni.
Samuel Josiah "Sammy Jo" Jones (reboot: stagioni 1/2), interpretato da Rafael de la Fuente, doppiato da Raffaele Carpentieri.
Arrogante, viziata, ignorante e superficiale. Così si presenta la nipote di Krystle nella seconda stagione. Sposerà Steven, avrà un figlio da lui, Danny; rapirà il bambino, organizzerà una truffa col rapimento di sua zia Krystle e passerà di relazione in relazione da Steven, Clay a Jeff (e altri personaggi secondari) e avrà continui scontri al veleno con le sue odiate rivali in amore Claudia, Fallon, Amanda e Alexis. Solo nelle ultime due stagioni Sammy Jo sembrerà finalmente maturata e meno "perfida" raggiungendo anche una pace definitiva con Steven, da sempre odiato e dileggiato dalla donna per la sua omosessualità.
- Dominique Deveraux (serie originale: stagioni 4/7; reboot: stagione 2), interpretata da Diahann Carroll (serie originale) e Michael Michele (reboot), doppiata da Vittoria Febbi (serie originale).
Primo personaggio afroamericano co-protagonista del serial. Sorellastra di Blake, cantante, madre di Jackie, sarà una colonna per ben tre stagioni, anche lei sarà un'odiata nemica di Alexis con la quale anche lei si azzufferà. Il personaggio esce improvvisamente di scena nella settima stagione.
- Farnsworth "Dex" Dexter (stagioni 4/9), interpretato da Michael Nader, doppiato da Angelo Nicotra e Cesare Barbetti.
Eterno amore ed anche uno degli ultimi mariti di Alexis.
- Dana Waring Carrington (stagioni 7-8), interpretata da Leann Hunley, doppiata da Maria Grazia Dominici.
Segretaria alla Denver Carrington, sarà la terza infelice moglie di Adam per due stagioni.
- Benjamin "Ben" Carrington (stagioni 6-7), interpretato da Christopher Cazenove, doppiato da Massimo Turci e Dario Penne.
Fratello di Blake, ritrovato da Alexis in Australia e riportato a Denver per vendicarsi del suo ex-marito. Blake lo ritiene responsabile della morte di loro madre, in quanto ha abbandonato la donna. Sebbene molto vendicativo, anche perché aizzato da Alexis, Ben infine si riconcilia con il fratello e anche con sua figlia Leslie. L'uomo ha avuto in passato una relazione con Emily Fallmont, e Clay potrebbe essere suo figlio.
- Sabella "Sable" Scott Colby (stagione 9), interpretata da Stephanie Beacham, doppiata da Maria Pia Di Meo.
Moglie del magnate delle Colby Enterprises, Jason, sorella di Francesca (madre di Jeff) e madre di Miles, Monica e Bliss Colby. Fa parte del cast dello spinoff di Dynasty, I Colby e partecipa come guest star in alcuni episodi della serie-madre fino alla nona stagione, quando entra a far parte del cast regolare. Cugina di Alexis e Caress, diventa la nemesi per eccellenza di Alexis nell'ultima stagione della serie. Diventerà proprietaria del Carlton Hotel, di alcune petroliere dalle Colby Enterprises e di varie società per azioni. Avrà una relazione con Dex Dexter, del quale attenderà un bambino.
- Monica Colby (serie originale: stagione 9; reboot: stagioni 1-2), interpretata da Tracy Scoggins (serie originale) e Wakeema Hollis (reboot), doppiata da Micaela Esdra e Anna Rita Pasanisi (serie originale) e Chiara Oliviero (reboot).
Il personaggio della serie originale proviene dallo spin- off I Colby ed è la figlia di Sable. Nel reboot, è la sorella di Jeff.
- Leslie Saunders Carrington (stagioni 7-8), interpretata da Terri Garber, doppiata da Claudia Razzi e Isabella Pasanisi.
Figlia di Ben, arriva a Denver per affrontare suo padre che l'aveva abbandonata da piccola. Cinica e sentimentalmente molto volubile, allaccia relazioni con vari uomini della serie (Dex, sua ex fiamma; Michael Culhane; Jeff). Diventa la protetta di Alexis fino a quando la donna non scopre una tresca con suo marito Sean Rowan. In seguito, avrà una relazione con Clay, ma quando apprende che il ragazzo potrebbe essere figlio di Ben (quindi suo fratello), Leslie lo lascia. In finale, Sean la rapisce e la violenta quando i suoi piani per uccidere Alexis vengono alla luce. La ragazza riesce a contattare Steven e viene tratta in salvo.

## Personaggi secondari
(In ordine alfabetico.)
- Joel Abrigore (stagione 6), interpretato da George Hamilton, doppiato da Luciano De Ambrosis.
- Farouk Ahmed (stagione 2), interpretato da Kabir Bedi, doppiato da Pino Locchi.
- Joseph Arlington Anders (serie originale: stagioni 1/3; reboot: stagioni 1-2), interpretato da Lee Bergere (serie originale) e Alan Dale (reboot), doppiato da Sandro Iovino (serie originale) e Carlo Valli (reboot).
Maggiordomo di casa Carrington, fortemente leale alla famiglia. Osteggia subito la nuova signora Carrington, ma Krystle raccoglie la sfida fino a raggiungere un reciproco rispetto. L'uomo mostra senza filtri il suo odio verso Alexis, soprattutto in seguito al trattamento che quest'ultima riserva sua figlia, Kirby. Al termine della terza stagione, Alexis e Krystle rimangono intrappolate in un cottage che va improvvisamente a fuoco. Si scoprirà, all'inizio della stagione seguente, che il fuoco è stato appiccato da Joseph per uccidere Alexis, dopo che la donna aveva minacciato di rivelare a Kirby un segreto su sua madre. In seguito all'incendio, l'uomo si suicida con un colpo di pistola alla tempia. Il nome di Joseph torna alla ribalta nell'ottava stagione con la comparsa del personaggio di Sean Rowan, che sposa Alexis. L'uomo rivela essere figlio di Joseph e fratello di Kirby, pronto a vendicarsi di Alexis per i trattamenti riservati in passato a suo padre e a sua sorella.
- Kirby Alicia Anders Colby (serie originale: stagioni 3-4; reboot: stagione 2), interpretata da Kathleen Beller (serie originale) e Maddison Brown (reboot), doppiata da Isabella Pasanisi (serie originale) e Veronica Puccio (reboot).
Figlia del maggiordomo dei Carrington, Joseph. La ragazza trascorre alcuni anni a Parigi per studio. Qui lavora come baby sitter, ma quando inizia una relazione con il suo datore di lavoro (sposato), decide di lasciare l'Europa e di tornare a Denver. Tornata dai Carrington, il suo destino si incrocia soprattutto con quello di Jeff (del quale è innamorata e con il quale si sposa) e di Adam. Quest'ultimo, rifiutato più volte dalla ragazza, le usa violenza, e Kirby resta incinta (ma perde il bambino a causa di un violento attacco di convulsioni dovuto all'iperreflessia, malattia della quale la ragazza scopre di essere affetta). Dopo aver divorziato da Jeff, Kirby accetta di sposare Adam (anche se ha perso il bambino). Alexis cerca di dissuaderla offrendole un lavoro a Parigi. Quando la ragazza lo rifiuta, Alexis le dice la verità su sua madre: non è morta ma è stata rinchiusa in un ospedale psichiatrico. Kirby cerca di vendicarsi della prima signora Carrington, puntandole una pistola contro, ma non riesce a premere il grilletto. Alexis decide di non denunciarla solo se lascia Denver. Kirby interrompe quindi bruscamente i preparativi delle nozze con Adam e abbandona la città.
- Karen Atkinson (stagione 8), interpretato da Stephanie Dunham, doppiata da Anna Rita Pasanisi.
Madre-surrogato per Adam e Dana. La sua decisione di tenere il bambino, e la conseguente battaglia legale per farle rispettare il contratto, portano a una definitiva spaccatura nella coppia.
- Lindsay Blaisdel (stagione 1), interpretata da Katy Kurtzman, doppiata da Giuppy Izzo.
Figlia adolescente di Matthew e Claudia Blaisdel. Dopo che sua madre viene dimessa dalla casa di cura dove era stata rinchiusa, le due donne cercano di ricreare il loro rapporto, ma i problemi di coppia tra Claudia e Matthew feriscono e traumatizzano la ragazza, impedendole di avere un rapporto sereno con sua madre. La ragazza trova un temporaneo conforto nell'amicizia con Steven, almeno fino a quando non scopre che lui e sua madre hanno una relazione. Proprio a causa di questo rapporto, reso pubblico nel corso del processo a Blake per la morte di Ted Dinard, Matthew porta via sua figlia da Denver. Claudia cerca in tutti i modi di rintracciarla, ma invano. Nella seconda stagione si suppone che Matthew e Lindsay siano morti durante un incidente d'auto nella giungla peruviana. Matthew – che ricompare vivo e vegeto nella sesta stagione – conferma a Krystle che sua figlia è morta per le ferite riportate durante quell'incidente.
- Matthew Thomas Blaisdel (serie originale: stagioni 1, 6; reboot: stagione 1), interpretato da Bo Hopkins (serie originale) e Nick Wechsler (reboot), doppiato da Dario Penne (serie originale) e Massimo Triggiani (reboot).
Prima fiamma di Krystle e impiegato della Denver-Carrington. L'uomo lascia il Medio Oriente e torna a Denver alla vigilia del matrimonio della sua ex con Blake. Sebbene cerchi di ricostruire il suo matrimonio con Claudia, dimessa dalla clinica dove era stata ricoverata per un esaurimento nervoso, non ha mai dimenticato Krystle. Decide di lasciare la Denver-Carrington e gestire un pozzo petrolifero insieme al suo vecchio amico (e rivale di Blake) Walter Lankershim. Quando durante il processo a Blake per la morte di Ted Dinard la storia tra sua moglie Claudia e Steven viene resa pubblica Matthew lascia Denver con sua figlia Lindsay. Sebbene l'uomo venga dato per morto (insieme a Lindsay) durante un incidente automobilistico in Perù ricompare (durante la sesta stagione) per portare via Krystle durante il matrimonio di Adam e Dana. Matthew prende e tiene in ostaggio l'intera famiglia Carrington nei pressi del vecchio pozzo petrolifero che possedeva con Walter. L'uomo muore ucciso da Steven.
- Garrett Boydston (stagione 6), interpretato da Ken Howard.
- Steven Daniel "Danny" Carrington Jr. (stagioni 5/9), interpretato da Matthew Lawrence (stagione 5), Jameson Sampley (stagioni 6/8) e Justin Burnette (stagione 9).
Quando Steven viene ritenuto morto in seguito all'esplosione di un pozzo nel Mare di Giava, la sua ex-moglie Sammy Jo si presenta ai Carrington con Danny che lei ritiene essere figlio di Steven. La donna vuole lasciarlo alla famiglia di Steven perché impegnata nella carriera da modella. Blake e Krystle si impegnano ad occuparsi del bambino, mentre Alexis paga Sammy Jo per convincerla a lasciare Denver. Al ritorno di Steven, il ragazzo ottiene la custodia di suo figlio. Ben presto, però, Danny sarà alla base di una battaglia legale tra Steven e suo padre per il suo affidamento, durante la quale Sammy Jo, mentendo, testimonia contro il suo ex-marito. Il matrimonio di Steven con Claudi gioca a favore del ragazzo. Qualche anno più tardi, Sammy Jo torna a Denver per riprendersi suo figlio. Quando non riesce ad ottenerne la custodia, lo rapisce. Adam riuscirà a stanare la donna a Los Angeles e a riportare Danny da Steven. Con il tempo, Danny si affeziona molto a Claudia, e il loro rapporto continuerà anche dopo il divorzio di suo padre dalla donna. Sammy Jo tornerà all'attacco per essere coinvolta nella vita del figlio. Verrà ben accolta dai Carrington e da Steven solo quando dà loro prova di essere cambiata.
- Tom Carrington (serie originale: stagione 5; reboot: stagione 1), interpretato da Harry Andrews (serie originale) e Bill Smitrovich (reboot), doppiato da Stefano De Sando (reboot).
Padre di Blake, Ben e Dominique. Blake va a fargli visita sul letto di morte a Giacarta (Indonesia), insieme a sua sorella e ad Alexis. Tom incontra sua figlia illegittima per la prima volta in quell'occasione. L'uomo muore non prima di aver incluso la donna nel suo testamento, facendo infuriare Alexis (anche lei nel testamento di Tom). Nell'ultimo episodio della serie, viene rivelato che Tom si era disfatto del corpo di Roger Grimes (ucciso da una giovane Fallon) per proteggere Alexis.
- Cecil Baldwin Colby (serie originale: stagioni 1-2; reboot: stagione 1), interpretato da Lloyd Bochner (serie originale) e Hakeem Kae-Kazim (reboot), doppiato da Gianfranco Bellini (serie originale) ed Edoardo Siravo (reboot).
Zio di Jeff e amico di lunga data di Blake. Proprietario della ColbyCo, azienda rivale (e più potente) della Denver-Carrington. Stringe un accordo con Fallon per aiutare economicamente Blake in un momento di crisi (la ragazza deve sposare suo nipote). Cerca di distruggere Blake impersonando il misterioso Logan Rhinewood, che attenterà anche alla vita dell'uomo. Alexis rivela a Steven che Cecil potrebbe essere il vero padre di Fallon, ma un test di paternità conferma che il padre della ragazza è Blake. L'uomo si innamora dell'ex-signora Carrington e decide di sposarla. Un attacco di cuore lo costringe in ospedale, dove viene celebrato il matrimonio tra i due. Un secondo attacco di cuore, subito dopo la cerimonia, gli è però fatale.
- Jason Colby (stagione 6), interpretato da Charlton Heston, doppiato da Gianni Marzocchi.
- Miles Andrew Colby (stagione 6), interpretato da Maxwell Caulfield, doppiato da Massimo Giuliani.
- Constance "Conny"  Colby Patterson (stagione 6), interpretata da Barbara Stanwyck, doppiata da Anna Miserocchi e Elsa Camarda.
- Michael Culhane (serie originale: stagioni 1, 7; reboot: stagioni 1-2), interpretato da Wayne Northrop (serie originale) e Robert Christopher Riley (reboot), doppiato da Angelo Nicotra (serie originale) e Stefano Alessandroni (reboot).
Autista di casa Carrington. Durante la prima stagione, ha una relazione sessuale con Fallon. Viene incaricato da Blake di portare avanti affari poco puliti per la Denver-Carrington. Quando il patriarca viene a sapere della sua relazione con sua figlia, lo fa malmenare. Michael lascia Denver alla fine della stagione 1, ma ricompare nella settima serie e salva Amanda dall'incendio de La Mirage. I due si innamorano proprio mentre Blake si convince a riassumerlo come suo chauffeur, per poi licenziarlo quando lo vede baciarsi con Amanda. Per vendetta, Michael trama per riuscire a sottrarre a Blake una delle sue ultime imprese. Ma Alexis scopre l'intrigo e l'uomo è costretto a lasciare di nuovo Denver.
- Sarah Curtis (stagione 7), interpretata da Cassie Yates, doppiata da Anna Rita Pasanisi.
- Peter De Vilbis (stagione 3), interpretato da Helmut Berger, doppiato da Sergio Di Stefano.
- Jackie Devereaux (stagioni 6-7), interpretata da Troy Beyer, doppiata da Eleonora De Angelis.
Figlia di Dominique, compare in Dynasty durante la sesta stagione. Garrett Boydston, amante di Dominique, si convince che la ragazza sia sua figlia, nata dal precedente rapporto avuto anni prima con la donna, quando lui era sposato. Quando Jackie scopre la verità, fugge e Dominique è costretta ad ammettere che Garrett è suo padre a tutti gli effetti. Jackie rimane ferita nell'incendio a La Mirage. La sua testimonianza sarà fondamentale per scagionare Blake dall'accusa di incendio doloso.
- Ted Dinard (serie originale: stagione 1; reboot: stagione 1), interpretato da Mark Withers (serie originale) e Michael Patrick Lane (reboot), doppiato da Massimo Giuliani (serie originale) e David Chevalier (reboot).
Primo compagno di Steven a comparire nella serie. Arriva a Denver da New York per convincere il giovane Carrington a tornare insieme a lui. Alla fine, decidono però di separarsi definitivamente. Blake, arrivato all'improvviso durante il loro addio, scambia il loro abbraccio per effusione romantica e li aggredisce per separarli. Nel farlo, spinge con forza Ted che perde l'equilibrio. Il ragazzo cade a terra battendo la testa e muore sotto gli occhi attoniti di Steven e Fallon. Blake sarà processato e accusato di omicidio.
- Bart Fallmont interpretato da Kevin Conroy (stagione 6) e Cameron Watson (miniserie).
Figlio di Buck ed Emily Fallmont, fratello di Clay. Persona arrogante, si scontra da subito sia con Steven che con Adam, ma ben presto si sente attratto da Steven, ricambiato. Adam lo ricatta minacciando di rendere pubblica la sua omosessualità, cosa che avviene quando Bart decide di non cedere al ricatto dell'uomo. Con disappunto da parte di Steven, Bart lascerà quindi la città. Nella miniserie Dynasty: ultimo atto, Bart e Steven sono compagni di vita e abitano insieme a Washington.
- Buck Fallmont (stagioni 6-7), interpretato da Richard Anderson, doppiato da Gianni Marzocchi.
Senatore e patriarca della famiglia Fallmont, è sposato con Emily ed è padre di Clay e Bart. Non approva lo stile di vita "selvaggio" e le scelte in campo femminile da parte di Clay, ed è disgustato dall'omosessualità di Bart. Ha problemi con l'alcol, che aumentano quando scopre che sua moglie Emily ha avuto una relazione con Ben Carrington. Il dubbio che Clay possa essere figlio di Ben spinge Buck a ripudiarlo. L'uomo perdonerà Emily solo prima della morte di quest'ultima, dovuta a un grave incidente d'auto.
- Clay Fallmont (stagioni 6-7), interpretato da Ted McGinley, doppiato da Vittorio De Angelis.
Figlio di Buck ed Emily Fallmont, fratello di Bart. Ha una relazione con Amanda e poi con Sammy Jo, che sposa. Inizierà un rapporto romantico anche con Leslie, ma quando viene rivelato che potrebbe essere figlio di Ben Carrington (quindi fratello di Leslie), interrompe la relazione e lascia Denver.
- Emily Fallmont (stagioni 6-7), interpretata da Pat Crowley, doppiata da Flaminia Jandolo.
Moglie del senatore Buck Fallmont e madre di Clay e Bart. Cerca in tutti i modi di tenere segreta la relazione extraconiugale avuta con Ben Carrington. Ricattata da Caress, sorella di Alexis, Emily scriverà una confessione al riguardo e pregherà Blake di usarla, così da provare che Ben e Alexis hanno giurato il falso. Morirà in seguito a un grave incidente d'auto, e verrà perdonata in punto di morte da suo marito Buck.
- Luke Fuller (stagione 5), interpretato da William Campbell, doppiato da Massimo Giuliani.
Luke Fuller viene assunto da Alexis che lo affianca a Steven alla ColbyCo Oil. Dapprima Steven nega a se stesso, nonché a sua moglie Claudia e allo stesso Luke, che il loro rapporto sia qualcosa di più che semplice amicizia, ma l'attrazione ha la meglio. I due uomini iniziano una relazione, mentre Claudia si butta tra le braccia di Adam. Durante il loro soggiorno in Moldavia, per il matrimonio di Amanda, Luke viene colpito alla testa da un proiettile nel corso un colpo di stato da parte di terroristi che attaccano gli invitati alla cerimonia. Muore tra le braccia di Steven.
- Samuel "Mark" Howard Jennings (stagioni 3-4), interpretato da Geoffrey Scott, doppiato da Luciano De Ambrosis.
Primo marito di Krystle. Viene ritrovato da Morgan Hess, detective privato assoldato da Alexis per scoprire i segreti del passato della seconda signora Carrington. Insegnante di tennis, viene assunto a La Mirage. Qui incontra Fallon con la quale instaura una relazione. Il suo omicidio porta all'arresto di Alexis, incastrata dal vero assassino, Neal McVane, che voleva vendicarsi della prima signora Carrington, dopo che questa aveva reso pubblici alcuni segreti dell'uomo.
- Tracy Kendall (stagione 4), interpretata da Deborah Adair, doppiata da Maria Grazia Dominici.
- Andrew Laird (stagioni 1/4), interpretato da Peter Mark Richman, doppiato da Luigi Borghese e Gianni Marzocchi.
- Walter Lankershim (stagione 1), interpretato da Dale Robertson.
- Rita Leslie (stagione 6), interpretata da Linda Evans, doppiata da Serena Verdirosi.
- Brady Lloyd (stagioni 4/7), interpretato da Billy Dee Williams.
- Neal McVane (stagioni 3-4, 7), interpretato da Paul Burke, doppiato da Giorgio Lopez.
- Lady Ashley Mitchell (stagione 5), interpretata da Ali MacGraw, doppiata da Maria Pia Di Meo.
- Cassandra "Caress" Morrell (stagioni 6-7), interpretata da Kate O'Mara, doppiata da Franca De Stradis.
- Principe Michele di Moldavia (stagioni 5-6), interpretato da Michael Praed, doppiato da Marco Mete.
- Re Galen di Moldavia (stagione 6), interpretato da Joel Fabiani, doppiato da Sergio Graziani.
- Daniel Reece (stagione 4), interpretato da Rock Hudson, doppiato da Gianni Marzocchi.
- Sean Rowan (stagione 8), interpretato da James Healey, doppiato da Francesco Pannofino.
- Amerigo Nicola Francesco "Nick" Toscanni (stagione 2), interpretato da James Farentino, doppiato da Cesare Barbetti.
- Gordon Wales (stagioni 4/8), interpretato da James Sutorius.

## Albero genealogico della famiglia Carrington (serie madre)
|                |                |                |                |                |                |        |        |                 |                 |                 |                 |                 |                 |  |  |                   |                   |                   |                   |                   |                   |  |  |              |              |              |              |              |              |  |  |                   |                   |                   |                   |                   |                   |               |               |                          |                          |                          |                          |                                      |                                      |                                      |                                      | Ellen Carrington                         | Ellen Carrington                         | Ellen Carrington                         | Ellen Carrington                         | Ellen Carrington                         | Ellen Carrington                         |                        |                        | Tom Carrington         | Tom Carrington         | Tom Carrington      | Tom Carrington      | Tom Carrington      | Tom Carrington      |                    |                    | Laura Matthews     | Laura Matthews     | Laura Matthews  | Laura Matthews  | Laura Matthews   | Laura Matthews   |                  |                  |                  |                  |  |  |                           |                           |                           |                           |                           |                           |                   |                   |                   |                   |                  |                  |                  |                  |
|                |                |                |                |                |                |        |        |                 |                 |                 |                 |                 |                 |  |  |                   |                   |                   |                   |                   |                   |  |  |              |              |              |              |              |              |  |  |                   |                   |                   |                   |                   |                   |               |               |                          |                          |                          |                          |                                      |                                      |                                      |                                      | Ellen Carrington                         | Ellen Carrington                         | Ellen Carrington                         | Ellen Carrington                         | Ellen Carrington                         | Ellen Carrington                         |                        |                        | Tom Carrington         | Tom Carrington         | Tom Carrington      | Tom Carrington      | Tom Carrington      | Tom Carrington      |                    |                    | Laura Matthews     | Laura Matthews     | Laura Matthews  | Laura Matthews  | Laura Matthews   | Laura Matthews   |                  |                  |                  |                  |  |  |                           |                           |                           |                           |                           |                           |                   |                   |                   |                   |                  |                  |                  |                  |
|                |                |                |                |                |                |        |        |                 |                 |                 |                 |                 |                 |  |  |                   |                   |                   |                   |                   |                   |  |  |              |              |              |              |              |              |  |  |                   |                   |                   |                   |                   |                   |               |               |                          |                          |                          |                          |                                      |                                      |                                      |                                      |                                          |                                          |                                          |                                          |                                          |                                          |                        |                        |                        |                        |                     |                     |                     |                     |                    |                    |                    |                    |                 |                 |                  |                  |                  |                  |                  |                  |  |  |                           |                           |                           |                           |                           |                           |                   |                   |                   |                   |                  |                  |                  |                  |
|                |                |                |                |                |                |        |        |                 |                 |                 |                 |                 |                 |  |  |                   |                   |                   |                   |                   |                   |  |  |              |              |              |              |              |              |  |  |                   |                   |                   |                   |                   |                   |               |               |                          |                          |                          |                          |                                      |                                      |                                      |                                      |                                          |                                          |                                          |                                          |                                          |                                          |                        |                        |                        |                        |                     |                     |                     |                     |                    |                    |                    |                    |                 |                 |                  |                  |                  |                  |                  |                  |  |  |                           |                           |                           |                           |                           |                           |                   |                   |                   |                   |                  |                  |                  |                  |
|                |                |                |                |                |                |        |        |                 |                 |                 |                 |                 |                 |  |  |                   |                   |                   |                   |                   |                   |  |  |              |              |              |              |              |              |  |  |                   |                   |                   |                   | Alexis Morell     | Alexis Morell     | Alexis Morell | Alexis Morell | Alexis Morell            | Alexis Morell            |                          |                          | Blake Alexander Carrington           | Blake Alexander Carrington           | Blake Alexander Carrington           | Blake Alexander Carrington           | Blake Alexander Carrington               | Blake Alexander Carrington               |                                          |                                          | Krystle Grant Jennings                   | Krystle Grant Jennings                   | Krystle Grant Jennings | Krystle Grant Jennings | Krystle Grant Jennings | Krystle Grant Jennings |                     |                     | Dominique Deveraux  | Dominique Deveraux  | Dominique Deveraux | Dominique Deveraux | Dominique Deveraux | Dominique Deveraux |                 |                 | Garrett Boydston | Garrett Boydston | Garrett Boydston | Garrett Boydston | Garrett Boydston | Garrett Boydston |  |  | Benjamin "Ben" Carrington | Benjamin "Ben" Carrington | Benjamin "Ben" Carrington | Benjamin "Ben" Carrington | Benjamin "Ben" Carrington | Benjamin "Ben" Carrington |                   |                   | Melissa Saunders  | Melissa Saunders  | Melissa Saunders | Melissa Saunders | Melissa Saunders | Melissa Saunders |
|                |                |                |                |                |                |        |        |                 |                 |                 |                 |                 |                 |  |  |                   |                   |                   |                   |                   |                   |  |  |              |              |              |              |              |              |  |  |                   |                   |                   |                   | Alexis Morell     | Alexis Morell     | Alexis Morell | Alexis Morell | Alexis Morell            | Alexis Morell            |                          |                          | Blake Alexander Carrington           | Blake Alexander Carrington           | Blake Alexander Carrington           | Blake Alexander Carrington           | Blake Alexander Carrington               | Blake Alexander Carrington               |                                          |                                          | Krystle Grant Jennings                   | Krystle Grant Jennings                   | Krystle Grant Jennings | Krystle Grant Jennings | Krystle Grant Jennings | Krystle Grant Jennings |                     |                     | Dominique Deveraux  | Dominique Deveraux  | Dominique Deveraux | Dominique Deveraux | Dominique Deveraux | Dominique Deveraux |                 |                 | Garrett Boydston | Garrett Boydston | Garrett Boydston | Garrett Boydston | Garrett Boydston | Garrett Boydston |  |  | Benjamin "Ben" Carrington | Benjamin "Ben" Carrington | Benjamin "Ben" Carrington | Benjamin "Ben" Carrington | Benjamin "Ben" Carrington | Benjamin "Ben" Carrington |                   |                   | Melissa Saunders  | Melissa Saunders  | Melissa Saunders | Melissa Saunders | Melissa Saunders | Melissa Saunders |
|                |                |                |                |                |                |        |        |                 |                 |                 |                 |                 |                 |  |  |                   |                   |                   |                   |                   |                   |  |  |              |              |              |              |              |              |  |  |                   |                   |                   |                   |                   |                   |               |               |                          |                          |                          |                          |                                      |                                      |                                      |                                      |                                          |                                          |                                          |                                          |                                          |                                          |                        |                        |                        |                        |                     |                     |                     |                     |                    |                    |                    |                    |                 |                 |                  |                  |                  |                  |                  |                  |  |  |                           |                           |                           |                           |                           |                           |                   |                   |                   |                   |                  |                  |                  |                  |
|                |                |                |                |                |                |        |        |                 |                 |                 |                 |                 |                 |  |  |                   |                   |                   |                   |                   |                   |  |  |              |              |              |              |              |              |  |  |                   |                   |                   |                   |                   |                   |               |               |                          |                          |                          |                          |                                      |                                      |                                      |                                      |                                          |                                          |                                          |                                          |                                          |                                          |                        |                        |                        |                        |                     |                     |                     |                     |                    |                    |                    |                    |                 |                 |                  |                  |                  |                  |                  |                  |  |  |                           |                           |                           |                           |                           |                           |                   |                   |                   |                   |                  |                  |                  |                  |
| Karen Atkinson | Karen Atkinson | Karen Atkinson | Karen Atkinson | Karen Atkinson | Karen Atkinson |        |        | Adam Carrington | Adam Carrington | Adam Carrington | Adam Carrington | Adam Carrington | Adam Carrington |  |  | Fallon Carrington | Fallon Carrington | Fallon Carrington | Fallon Carrington | Fallon Carrington | Fallon Carrington |  |  | Jeff Colby   | Jeff Colby   | Jeff Colby   | Jeff Colby   | Jeff Colby   | Jeff Colby   |  |  | Amanda Carrington | Amanda Carrington | Amanda Carrington | Amanda Carrington | Amanda Carrington | Amanda Carrington |               |               | Steven Daniel Carrington | Steven Daniel Carrington | Steven Daniel Carrington | Steven Daniel Carrington | Steven Daniel Carrington             | Steven Daniel Carrington             |                                      |                                      | Samantha Josephine "Sammy Jo" Dean Reece | Samantha Josephine "Sammy Jo" Dean Reece | Samantha Josephine "Sammy Jo" Dean Reece | Samantha Josephine "Sammy Jo" Dean Reece | Samantha Josephine "Sammy Jo" Dean Reece | Samantha Josephine "Sammy Jo" Dean Reece |                        |                        | Krystina Carrington    | Krystina Carrington    | Krystina Carrington | Krystina Carrington | Krystina Carrington | Krystina Carrington |                    |                    | Jackie Deveraux    | Jackie Deveraux    | Jackie Deveraux | Jackie Deveraux | Jackie Deveraux  | Jackie Deveraux  |                  |                  |                  |                  |  |  |                           |                           |                           |                           | Leslie Carrington         | Leslie Carrington         | Leslie Carrington | Leslie Carrington | Leslie Carrington | Leslie Carrington |                  |                  |                  |                  |
| Karen Atkinson | Karen Atkinson | Karen Atkinson | Karen Atkinson | Karen Atkinson | Karen Atkinson |        |        | Adam Carrington | Adam Carrington | Adam Carrington | Adam Carrington | Adam Carrington | Adam Carrington |  |  | Fallon Carrington | Fallon Carrington | Fallon Carrington | Fallon Carrington | Fallon Carrington | Fallon Carrington |  |  | Jeff Colby   | Jeff Colby   | Jeff Colby   | Jeff Colby   | Jeff Colby   | Jeff Colby   |  |  | Amanda Carrington | Amanda Carrington | Amanda Carrington | Amanda Carrington | Amanda Carrington | Amanda Carrington |               |               | Steven Daniel Carrington | Steven Daniel Carrington | Steven Daniel Carrington | Steven Daniel Carrington | Steven Daniel Carrington             | Steven Daniel Carrington             |                                      |                                      | Samantha Josephine "Sammy Jo" Dean Reece | Samantha Josephine "Sammy Jo" Dean Reece | Samantha Josephine "Sammy Jo" Dean Reece | Samantha Josephine "Sammy Jo" Dean Reece | Samantha Josephine "Sammy Jo" Dean Reece | Samantha Josephine "Sammy Jo" Dean Reece |                        |                        | Krystina Carrington    | Krystina Carrington    | Krystina Carrington | Krystina Carrington | Krystina Carrington | Krystina Carrington |                    |                    | Jackie Deveraux    | Jackie Deveraux    | Jackie Deveraux | Jackie Deveraux | Jackie Deveraux  | Jackie Deveraux  |                  |                  |                  |                  |  |  |                           |                           |                           |                           | Leslie Carrington         | Leslie Carrington         | Leslie Carrington | Leslie Carrington | Leslie Carrington | Leslie Carrington |                  |                  |                  |                  |
|                |                |                |                |                |                |        |        |                 |                 |                 |                 |                 |                 |  |  |                   |                   |                   |                   |                   |                   |  |  |              |              |              |              |              |              |  |  |                   |                   |                   |                   |                   |                   |               |               |                          |                          |                          |                          |                                      |                                      |                                      |                                      |                                          |                                          |                                          |                                          |                                          |                                          |                        |                        |                        |                        |                     |                     |                     |                     |                    |                    |                    |                    |                 |                 |                  |                  |                  |                  |                  |                  |  |  |                           |                           |                           |                           |                           |                           |                   |                   |                   |                   |                  |                  |                  |                  |
|                |                |                |                |                |                |        |        |                 |                 |                 |                 |                 |                 |  |  |                   |                   |                   |                   |                   |                   |  |  |              |              |              |              |              |              |  |  |                   |                   |                   |                   |                   |                   |               |               |                          |                          |                          |                          |                                      |                                      |                                      |                                      |                                          |                                          |                                          |                                          |                                          |                                          |                        |                        |                        |                        |                     |                     |                     |                     |                    |                    |                    |                    |                 |                 |                  |                  |                  |                  |                  |                  |  |  |                           |                           |                           |                           |                           |                           |                   |                   |                   |                   |                  |                  |                  |                  |
|                |                |                |                | Figlio         | Figlio         | Figlio | Figlio | Figlio          | Figlio          |                 |                 |                 |                 |  |  | L.B. Colby        | L.B. Colby        | L.B. Colby        | L.B. Colby        | L.B. Colby        | L.B. Colby        |  |  | Lauren Colby | Lauren Colby | Lauren Colby | Lauren Colby | Lauren Colby | Lauren Colby |  |  |                   |                   |                   |                   |                   |                   |               |               |                          |                          |                          |                          | Steven Daniel "Danny" Carrington Jr. | Steven Daniel "Danny" Carrington Jr. | Steven Daniel "Danny" Carrington Jr. | Steven Daniel "Danny" Carrington Jr. | Steven Daniel "Danny" Carrington Jr.     | Steven Daniel "Danny" Carrington Jr.     |                                          |                                          |                                          |                                          |                        |                        |                        |                        |                     |                     |                     |                     |                    |                    |                    |                    |                 |                 |                  |                  |                  |                  |                  |                  |  |  |                           |                           |                           |                           |                           |                           |                   |                   |                   |                   |                  |                  |                  |                  |